# Úy Lê
Úy Lê (giản thể: 尉犁县; phồn thể: 尉犁縣; bính âm: Yùlí Xiàn; Uyghur: لوپنۇر ناھىيىسى‎, ULY: Lopnur Nah̡iyisi, UPNY: Lopnur Nahiyisi?) là một huyện của Châu tự trị dân tộc Mông Cổ Bayin'gholin, khu tự trị Tân Cương, Trung Quốc.

### Trấn
- Úy Lê (尉犁镇)

### Hương
| - Tháp Lý Mộc (塔里木乡) - Hưng Bình (兴平乡) - Đoàn Kết (团结乡) - Đôn Khoát Thản (墩阔坦乡) | - Khách Nhĩ Khúc (喀尔曲尕乡) - Á Khắc Tô Phủ (阿克苏甫乡) - Cổ Lặc Ba Cách (古勒巴格乡) |